# مارتی کوسلا
مارتی کوسلا (فنلاندی: Martti Kuusela؛ زادهٔ ۹ اکتبر ۱۹۴۵) بازیکن سابق و مربی فوتبال اهل فنلاند بود.
از باشگاه‌هایی که در آن بازی کرده‌است می‌توان به باشگاه فوتبال هلسینکی و باشگاه فوتبال رووانیمی پالوسئورا اشاره کرد.
وی همچنین در تیم ملی فوتبال فنلاند بازی کرده‌است.